# Stay on These Roads (пісня)
Stay on These Roads — сингл альбому Stay on These Roads норвезького гурту a-ha, випущений 14 березня 1988 року.

## Музиканти
- Пол Воктор-Савой (Paul Waaktaar-Savoy) (6 вересня 1961) — композитор, гітарист, вокалист.
- Магне Фуругольмен (Magne Furuholmen) (1 листопада 1962) — клавішник, композитор, вокаліст, гітарист.
- Мортен Гаркет (Morten Harket) (14 вересня 1959) — вокаліст.

## Композиції

### 7"
| #  | Назва                                | Тривалість |
| -- | ------------------------------------ | ---------- |
| 1. | «Stay on These Roads»                | 4:50       |
| 2. | «Soft Rains of April (original mix)» | 3:12       |

### 12"
| #  | Назва                                  | Тривалість |
| -- | -------------------------------------- | ---------- |
| 1. | «Stay on These Roads (extended remix)» | 6:12       |
| 2. | «Soft Rains of April (original mix)»   | 3:12       |

### CD
| #  | Назва                                | Тривалість  |
| -- | ------------------------------------ | ----------- |
| 1. | «Stay On These Roads»                | 4:44        |
| 2. | «Soft Rains of April (original mix)» | 3:12        |
| 3. | «Take On Me і Cry Wolf»              | 3:46 і 4:05 |

## Позиції в чартах
| Чарт (1988)                 | Найкраща позиція |
| --------------------------- | ---------------- |
| Австрійський сингл-чарт     | 11               |
| Канадський сингл-чарт       | 15               |
| Французький SNEP сингл-чарт | 3                |
| Німецький сингл-чарт        | 7                |
| Ірландський сингл-чарт      | 2                |
| Норвезький сингл-чарт       | 1                |
| Шведський сингл-чарт        | 17               |
| Швейцарський сингл-чарт     | 10               |
| Британський сингл-чарт      | 5                |